# Colaspis similis
Colaspis similis är en skalbaggsart som beskrevs av Blake 1977. Colaspis similis ingår i släktet Colaspis och familjen bladbaggar. Inga underarter finns listade i Catalogue of Life.